# Rue de Magdebourg
La rue de Magdebourg est une voie du 16e arrondissement de Paris, en France.

## Situation et accès
La rue de Magdebourg est une voie publique située dans le 16e arrondissement de Paris. Longue de 135 mètres, elle débute au 38, rue de Lübeck et se termine au 79, avenue Kléber.
Le quartier est desservi par les lignes 6 et 9 à la station Trocadéro et par la 9 à la station Iéna.

## Origine du nom

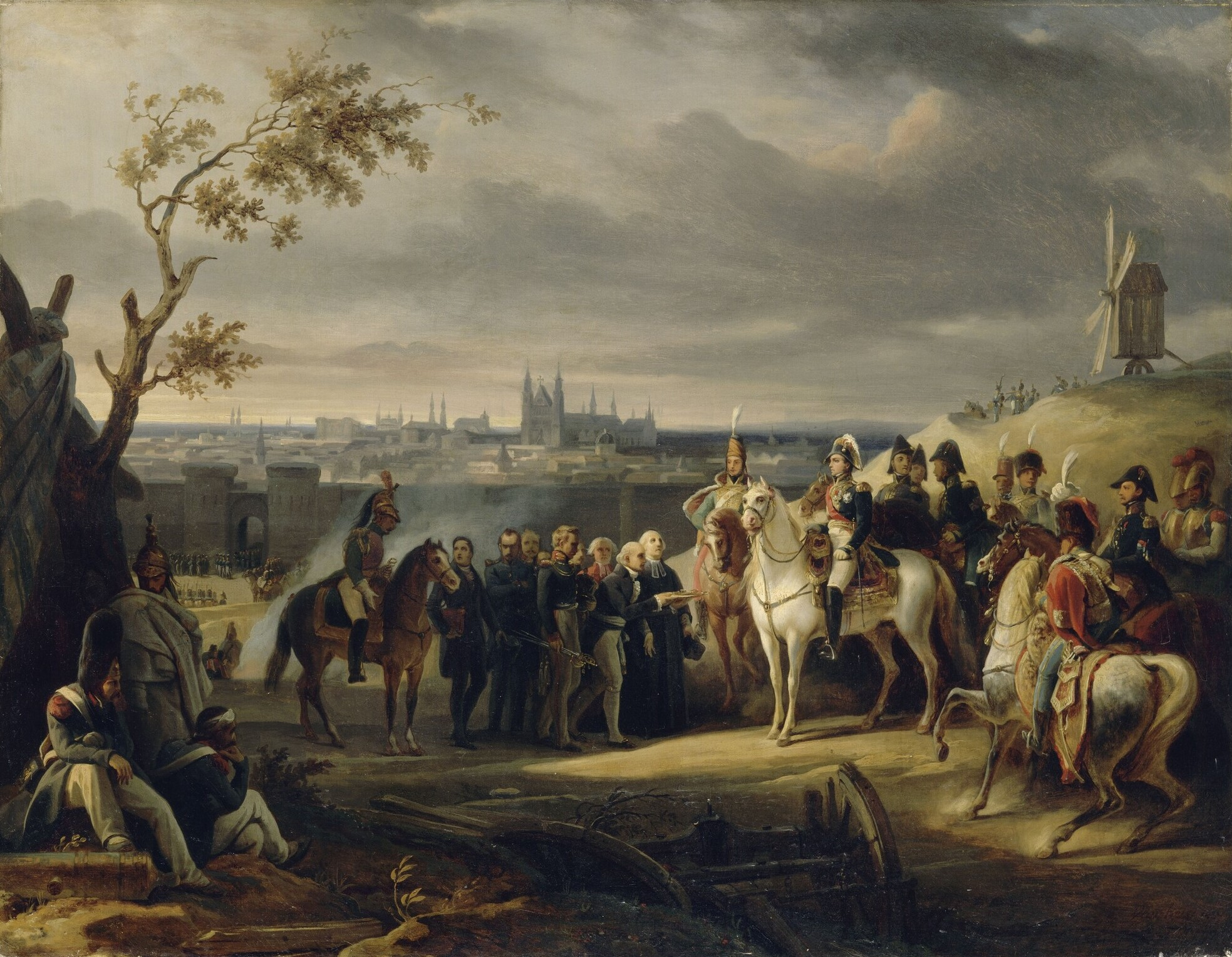
Capitulation de Magdebourg.

Elle a été nommée ainsi en mémoire de la prise de Magdebourg, capitale du Land de Saxe-Anhalt en Allemagne, le 8 novembre 1806.

## Historique
Cette voie est indiquée sur le plan de Roussel de 1730 et sur le plan de Verniquet de 1790 sous le nom de « ruelle Hérivault » du nom du propriétaire des terrains.
En 1806, elle prend le nom de « rue de Magdebourg », entre le quai Billy et la rue des Batailles, et de « rue Sainte-Marie-de-Chaillot », entre la rue de Lübeck et la rue des Batailles, à cause du couvent de la Visitation de Sainte-Marie-de-Chaillot.
Dans la première moitié du XIXe siècle, la rue, dont la pente est extrêmement rapide, n’est ni pavée ni éclairée.
Elle prend sa dénomination actuelle par un arrêté du 20 juillet 1868 sur la totalité de la voie qui commence à cette époque à l'actuelle avenue de New-York.
Le 2 octobre 1924, la partie située entre l'avenue de Tokio et l'avenue du Président-Wilson est détachée pour former l'avenue Albert-de-Mun.

## Bâtiments remarquables et lieux de mémoire

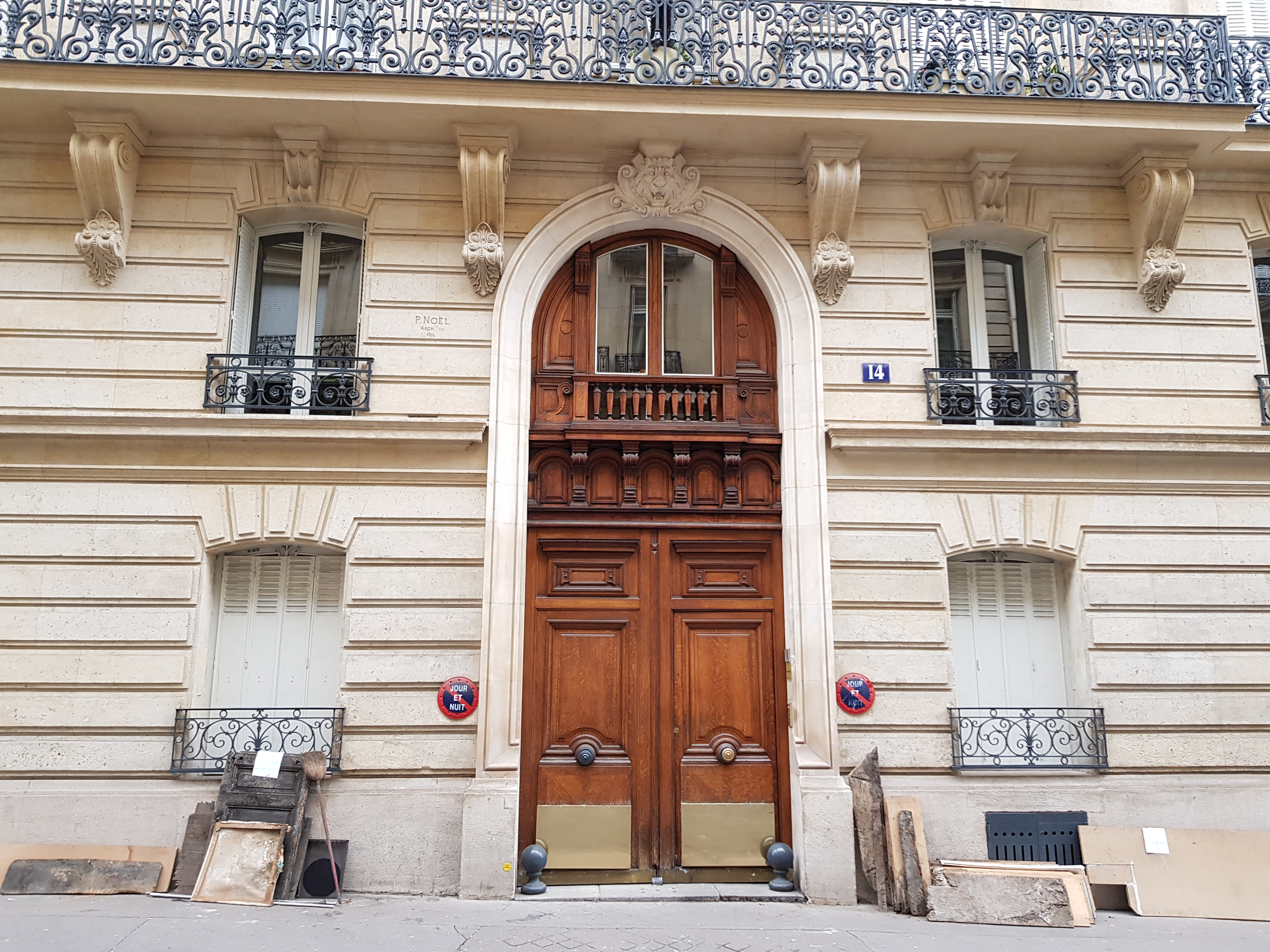
No 14 : entrée.

- No 14 : immeuble de 1894 ; l’écrivain et poète Henri de Régnier (1864-1936) a habité à cette adresse[2],[3].